# DP-12
DP-12 — двуствольное помповое ружье 12-го калибра типа «булл-пап», разработанное компанией Standard Manufacturing. Имеет два трубчатых магазина, каждый из которых питает свой ствол.

## Описание
DP-12 представляет собой двуствольное помповое ружьё. Первое нажатие на спусковой крючок стреляет из правого ствола, а второе — из левого. Скользящее цевье соединено с затвором двойными рабочими стержнями. Боеприпасы подаются из двух независимых подствольных трубчатых магазинов.
Патроны загружаются в магазины через большое окно для заряжания/выброса, расположенное в нижней задней части оружия в прикладе, за пистолетной рукояткой. Пустые гильзы выбрасываются вниз через то же окно. Предохранитель представляет собой ручную предохранительную кнопку с поперечным затвором, расположенную над рукояткой. Это, в сочетании с центральным заряжанием и выбросом, делает ружьё полностью двусторонним.
Механические прицелы в комплект не входят, однако можно установить коллиматорный прицел с помощью стандартной планки Пикатинни, расположенной над стволами. Вторую планку Пикатинни на конце затвора (под дульными срезами) можно использовать для передней рукоятки или других аксессуаров.